# Teror (strip)
Teror je epizoda Dilan Doga objavljena u Srbiji premijerno u svesci #160. u izdanju Veselog četvrtka. Koštala je 270 din (2,3 €; 2,7 $). Imala je 94 strane.

## Originalna epizoda
Originalna epizoda pod nazivom Il terore objavljena je premijerno u #370. regularne edicije Dilana Doga u Italiji u izdanju Bonelija. Izašla je 29. juna 2017. Naslovnu stranicu je nacrato Điđi Kavenađo. Scenario je napisala Gabrijela Kontu, a nacrtali Đanpjero Kasertano. Koštala je 3,9 €.

## Kritika epizode
Prema jednom shvatanju, ova epizoda "ne donosi ono na šta su klasični fanovi DD-a naviknuti. Onima koji Dilana vole pre svega zbog zdravog horora, ova epizoda, koja je još jedna posledica modernizacije serijala, doćiće kao nova so na ranu. Politički korektan Dilan Dog sve više izaziva negativne komentare među domaćom publikom. Identitet lika se gubi, a epizode koje imaju za zadatak da oslikaju jedno vreme i kritikuju populaciju, politiku i ljudsku prirodu, u poslednje vreme su sve, samo ne efektne. Epizoda „Teror“ se nažalost ubraja u tu grupu…".

## Prethodna i naredna epizoda
Prethodna sveska nosila je naziv Grafički horor roman (#160), a naredna Stiže Dampir (#162)